# CATH.a
CATH.a细胞（Central Adrenergic TH-expressing a）是一种小鼠神经元细胞系，用于儿茶酚胺能神经元的研究，能产生多巴胺和去甲肾上腺素并表达酪氨酸羟化酶与多巴胺β羟化酶。

## 外部連結
- Cellosaurus entry for CATH.a